# Richteria
Richteria is een geslacht van vliesvleugeligen uit de familie Mymaridae. De wetenschappelijke naam van dit geslacht is voor het eerst geldig gepubliceerd in 1920 door Girault.

## Soorten
Het geslacht Richteria omvat de volgende soorten:
- Richteria ara (Girault, 1920)
- Richteria bicornuta Girault, 1930
- Richteria lamennaisi Girault, 1920